# جونيس إيتش
جينيس إيسش هو نادي كرة قدم في لوكسمبورغ تأسس في 1907 يقع في إيسش سور ألزيتي. يلعب في دوري لوكسمبورغ الوطني.